# Paratrochosina sagittigera
Paratrochosina sagittigera är en spindelart som först beskrevs av Roewer 1951.  Paratrochosina sagittigera ingår i släktet Paratrochosina och familjen vargspindlar. Inga underarter finns listade i Catalogue of Life.